# Federação de Bandeirantes do Brasil
La Federação de Bandeirantes do Brasil (FBB, in italiano Federazione Ragazze Guide del Brasile) è l'associazione nazionale del Guidismo in Brasile. Questa conta 6.201
membri (nel 2003). Fondata nel 1919 l'organizzazione diventa membro effettivo World Association of Girl Guides and Girl Scouts (WAGGGS) nel 1930. L'emblema dell'organizzazione incorpora i colori della bandiera brasiliana

## Organizzazione
| Suddivisione in branche | Suddivisione in branche | Suddivisione in branche | Suddivisione in branche |
| Nome branca             | Traduzione              | Fascia d'età            |                         |
| ----------------------- | ----------------------- | ----------------------- | ----------------------- |
| Ciranda                 |                         | 6-8                     |                         |
| B1                      |                         | 9-11                    |                         |
| B2                      |                         | 12-15                   |                         |
| Guia                    | Guida                   | 15-21                   |                         |
| Leader                  |                         | dai 21 in su            |                         |
|                         |                         |                         |                         |

La suddivisione in gruppi in brasile è praticamente uguale a quella in America. Eccola con anche i nomi in brasiliano:
-inhos/Lobinhas (Cub Scout) - dai 7 ai 10 anni - Il grado più alto è il Distintivo de Cruzeiro do Sul
-Escoteiros/Escoteiras (Boy Scouts/Girl Scouts) - da 11 a 14 anni - Il grado più alto è il Distintivo de Escoteiro Lis de Ouro
-Seniores/Guias (scout senior/guide ragazze) - dai 15 ai 17 anni - Il grado più alto è il "Distintivo de Escoteiro da Pátria"
-Pioneiros/Pioneiras (Pioneers) - dai 18 ai 21 anni - Il grado più alto è l'Insígnia de BP